# Алкснис, Виктор Имантович
Ви́ктор И́мантович А́лкснис (латыш. Viktors Alksnis; 21 июня 1950, Таштагол, Кемеровская область — 1 января 2025, Мытищи, Московская область) — советский и российский политический деятель, военнослужащий.
Полковник авиации. Народный депутат СССР (1989—1991), депутат Верховного Совета Латвийской ССР (1990—1991), депутат Государственной думы России третьего (2000—2003) и четвёртого (2003—2007) созывов.
Известен своей активной ролью в оппозиции к перестройке Михаила Горбачёва, отстаивал интересы союзного центра против распада СССР. В августовском путче поддержал ГКЧП. В СМИ был известен по прозвищу «Чёрный полковник».
Глава городского поселения Тучково Рузского района Московской области (2013—2015).

## Биография

### Происхождение
Родился 21 июня 1950 года в городе Таштагол Кемеровской области. Мать происходила из русской старообрядческой семьи. Внук советского военачальника — заместителя наркома обороны СССР по авиации, начальника ВВС Красной армии, командарма второго ранга Якова Ивановича (Екабса Яновича) Алксниса, который в 1937 году был арестован, а в 1938 году расстрелян. В 1957 году (после реабилитации деда) его семья возвращается в Ригу.
В 1968 году поступил, а в 1973 году окончил Рижское высшее военное авиационное инженерное училище имени Я. Алксниса (названо в честь деда Виктора Алксниса). В 1970 году с рефератом «Латышские красные стрелки в битвах за советскую власть» стал лауреатом Всесоюзного конкурса студенческих работ по общественным наукам. По специальности — военный инженер по радиоэлектронике. Проходил службу на инженерных должностях в ВВС. Воинское звание — полковник. В 1973 году Алкснис начал проходить службу в ВВС инженером отдельной исследовательской вертолётной эскадрильи в Воронеже, а в 1977 году был переведён в Ригу на должность инженера отдельной смешанной авиационной эскадрильи. В 1979—1992 годах занимал должности инженера, старшего инженера и старшего инженер-инспектора штаба ВВС Прибалтийского военного округа. Принимал активное участие в освоении и доведении тактико-технических данных радиоэлектронного оборудования самолётов МиГ-23МЛ и МиГ-29 до требований технических условий на основании опыта эксплуатации этих самолётов в строевых частях. За успехи в освоении новой авиационной техники и укрепление боевой готовности войск Указом Президиума Верховного Совета СССР от 4 ноября 1981 года награждён медалью «За боевые заслуги».

### Политическая деятельность
Член КПСС с апреля 1974 года вплоть до её запрета российскими властями в ноябре 1991 года.
Политическую деятельность начал в 1988 году, когда публично выступил против Народного фронта Латвии (НФЛ), ставившего целью выход Латвии из состава СССР.
В 1988—1989 годах — член оргкомитета Интернационального фронта трудящихся Латвийской ССР.
21 мая 1989 года избран народным депутатом СССР от Югльского национально-территориального округа № 294 в Риге. С июня 1989 года входил в Межрегиональную депутатскую группу. В октябре 1989 года стал одним из инициаторов создания и одним из руководителей крупнейшей депутатской группы Съезда народных депутатов СССР — группы «Союз».
В 1990 году избран депутатом Верховного Совета Латвии от рижского округа № 62 в Видземском предместье (2 октября 1991 года лишён мандата из-за отказа уволиться из рядов Вооружённых Сил СССР). Был членом комиссии по вопросам законодательства. Входил во фракцию «Равноправие», в которой объединились коммунисты и защитники гражданских прав некоренного населения.
В мае 1990 года участвовал в создании Комитета защиты Конституций и прав граждан СССР и Латвийской ССР и вошел в его состав (в ноябре 1990 года был преобразован во Вселатвийский комитет общественного спасения).
16 ноября 1990 года на сессии Верховного Совета СССР ультимативно потребовал от президента СССР Михаила Горбачёва в течение 30 дней навести порядок в стране. Активно выступал за сохранение Советского Союза и за защиту прав русскоязычного населения в бывших союзных республиках. Один из инициаторов отставки министра иностранных дел СССР Эдуарда Шеварднадзе. Осенью 1990 года участвовал в кулуарных переговорах группы «Союз» с М. С. Горбачёвым и А. И. Лукьяновым, в результате которых В. В. Бакатин был снят с поста министра внутренних дел СССР.
Был одним из авторов «доктрины Лукьянова», предусматривавшей активную поддержку союзным центром населения союзных республик, не согласного с выходом из состава СССР, вплоть до выхода территорий с таким населением из состава союзных республик. К таким территориям относились Приднестровье и Гагаузия в Молдавии, Абхазия, Аджария и Южная Осетия в Грузии, Латгалия в Латвии, Принаровье в Эстонии и Виленский край в Литве.
Был инициатором закона Союза ССР «О порядке решения вопросов, связанных с выходом союзной республики из состава СССР», предусматривавшего строгую юридическую процедуру по реализации конституционной нормы о праве союзной республики на выход из состава СССР. В частности, законом предусматривались обеспечение прав некоренного населения, оплата союзной республикой, выходящей из состава СССР, союзной собственности, расположенной на её территории, решение вопросов обороны, включая сохранение на территории выходящей союзной республики военных баз Вооружённых Сил СССР и ряд других моментов. Ни одна из союзных республик при распаде СССР нормы этого закона не выполнила. Критики этот закон называли «законом о невыходе из состава СССР».
17 ноября 1990 года выступил на сессии Верховного Совета СССР и огласил информацию разведки о том, что в конце октября 1990 года в Польше в резидентуре ЦРУ США состоялось совещание с участием представителей народных фронтов из республик Советского Союза, на котором обсуждался вопрос образования Черноморско-Балтийской Конфедерации от Балтийского до Чёрного моря с целью создания «санитарного кордона» против России.
В феврале 1991 года выступил за формирование Съездом народных депутатов СССР Комитета национального спасения. Выступал против Ново-Огарёвского проекта Союзного договора, считая его антиконституционным и противоречащим итогам референдума 17 марта 1991 года о сохранении «обновлённого Союза». Высказывал поддержку ГКЧП, после чего получил в либеральных СМИ прозвище «чёрный полковник».
Активно выступал против фактического самороспуска Съезда народных депутатов СССР в сентябре 1991 года после провала ГКЧП. Был одним из немногих депутатов, протестовавших против роспуска Съезда, сравнив его с разгоном большевиками Учредительного собрания в январе 1918 года.
В декабре 1991 года после подписания Беловежского соглашения был одним из тех, кто подписал обращение к президенту СССР и Верховному Совету СССР с предложением о созыве чрезвычайного Съезда народных депутатов СССР. Однако, попытка собрать съезд в подмосковном совхозе Вороново 17 марта 1992 года не увенчалась успехом из-за отсутствия кворума. Вместо него было проведено собрание бывших народных депутатов, на котором Алкснис был избран членом «Постоянного президиума Съезда народных депутатов СССР».
В декабре 1991 принял участие в I съезде Российского общенародного союза (РОС) и был избран в состав Координационного совета РОС.
В январе 1992 года на Всеармейском офицерском собрании в Кремле требовал активных действий армии по восстановлению союзного государства, но поддержки делегатов не получил.
С января 1992 — участник движения «Отчизна». Также был избран в Координационный совет движения, хотя активного участия в его деятельности не принимал.
В 1992 году являлся членом редакционной коллегии журнала «Элементы». С августа 1992 по август 1993 входил в редколлегию газеты «День».
С октября 1992 по июль 1993 входил в политсовет Фронта национального спасения (ФНС), был одним из заместителей председателя исполкома ФНС.
В 1992 году был уволен из российской армии и в 1993 году в связи с выводом войск из Прибалтики получил квартиру в посёлке Тучково Рузского района Московской области, где и проживал последующие годы.
Принимал активное участие в октябрьских событиях 1993 года на стороне Съезда народных депутатов России. Проходил по оперативным сводкам МВД как один из организаторов массовых акций протеста на улицах Москвы. 27 сентября 1993 года был жестоко избит ОМОНом, доставлен в больницу имени Н. В. Склифосовского с многочисленными травмами.
С 1995 по июль 1996 года — заместитель главы администрации Жуковского по чрезвычайным ситуациям города.
В апреле 1995 года был избран членом и секретарём Национального комитета движения «Держава». Спустя 4 месяца подписал документ «Антипатриотический переворот в движении „Держава“», в котором бывший вице-президент России А. В. Руцкой был обвинён в том, что он «поставил движение на службу сомнительным бизнесменам, в том числе с уголовным прошлым» и что «Держава» превратилась в «социал-криминальное движение „новых русских“».
С февраля 1996 года — заместитель председателя Российского общенародного союза.
В 1998 году тесно сотрудничал с генералом Львом Рохлиным.
26 марта 2000 года был избран депутатом Государственной думы третьего созыва по Одинцовскому округу № 110 Московской области. Входил в депутатскую группу «Регионы России — Союз независимых депутатов».
17 августа 2000 года за личный вклад в становление, укрепление и развитие Приднестровской Молдавской Республики (ПМР) указом президента ПМР И. Смирнова награждён орденом Почёта.
20 февраля 2002 года Государственная дума России приняла внесённую им поправку в закон РФ «О гражданстве», позволяющую получать гражданство России в упрощённом порядке бывшим гражданам СССР, проживающим в государствах бывшего Союза и не получившим их гражданства.
Наличие такой нормы в федеральном законе «О гражданстве» в дальнейшем позволило получить российское гражданство жителям Приднестровья, Южной Осетии и Абхазии, что укрепило позиции России в этих регионах.
В декабре 2003 года был вновь избран депутатом Государственной думы четвёртого созыва по Одинцовскому округу № 111 Московской области.
19 апреля 2005 года выступая на митинге в Симферополе, посвящённому 222-й годовщине провозглашения Екатериной II манифеста «О включении острова Тамань и полуострова Крым в состав Российской империи», заявил, что «… ранее Украина входила в единое государство — Советский Союз, вопрос о статусе Крыма не стоял, однако с учётом того, что Украина дрейфует во враждебный для России лагерь, Россия будет вынуждена думать, как быть со статусом Крыма для возвращения Крыма в состав России. …Россия не может допустить, чтобы в Севастопольской бухте стояли корабли НАТО с ракетами, нацеленными на российские города, а на украинских аэродромах базировались самолёты с бомбами, которые могут лететь на российские города и сёла…».
В связи с выступлением В. Алксниса на митинге в Симферополе, на утреннем заседании Верховной рады Украины 22 апреля 2005 года её председатель Владимир Литвин зачитал запрос о возбуждении уголовного дела в отношении депутата Государственной думы России Виктора Алксниса и объявления его персоной нон грата на Украине.
В октябре 2009 года Алкснис баллотировался на должность главы Рузского района, но победителем был признан действующий глава района единоросс Олег Якунин.
На выборах в Государственную думу осенью 2016 года был выдвинут партией «Справедливая Россия» по одному из одномандатных округов и территориальному партийному списку в Московской области. Выборы проиграл кандидату от «Единой России» Оксане Пушкиной.
Во время избирательной кампании 2018 года по выборам президента Российской Федерации был доверенным лицом кандидата в президенты России П. Н. Грудинина.
14 апреля 2018 года был избран сопредседателем общероссийского общественного движения «Национально-патриотические силы России» (НПСР) вместе с бывшим кандидатом в президенты России Павлом Грудининым, координатором организации Владимиром Филиным, и экономистом Юрием Болдыревым.
В марте 2022 года подписал обращение в поддержку вторжения России на Украину.
Является персоной «нон грата» в ряде бывших союзных республик, в частности, в Латвии с октября 1992 года, невзирая на то, что там проживают его мать и сестра и находится могила его отца.
Вёл Telegram-канал «Чёрный полковник», в котором высказывал собственную точку зрения на события в России и мире.
В 2023 году стал членом Клуба рассерженных патриотов — организации Игоря Стрелкова, которая выступает в поддержку вторжения России на Украину и критикует российские власти за неумелое ведение боевых действий.

### Общественная деятельность
Будучи депутатом, Алкснис пытался расследовать факты предполагаемой лоббистской деятельности некоторых чиновников Мининформсвязи в пользу компании «Майкрософт».

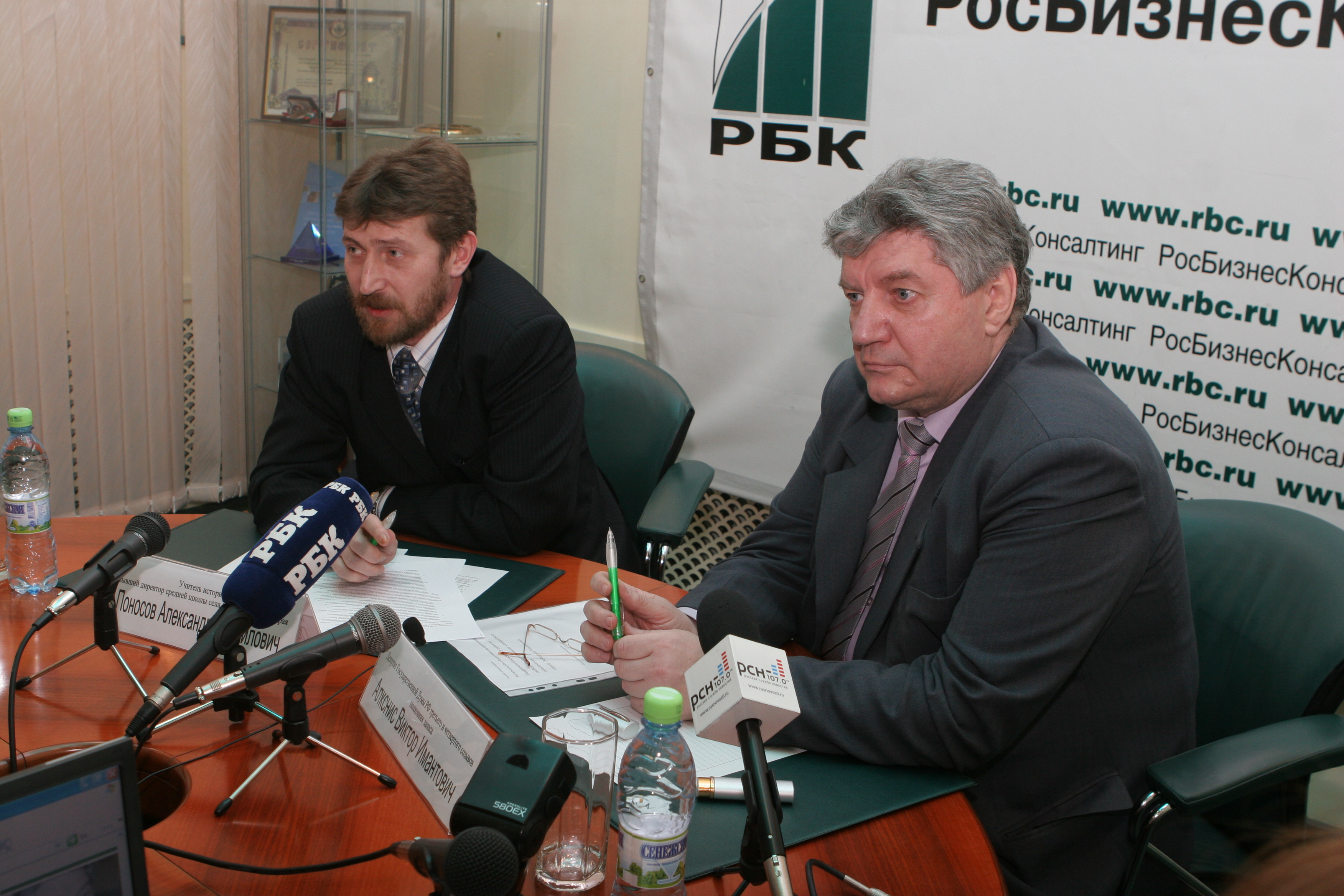
Александр Поносов и Виктор Алкснис объявляют о создании общественной организации «ЦеСТ»

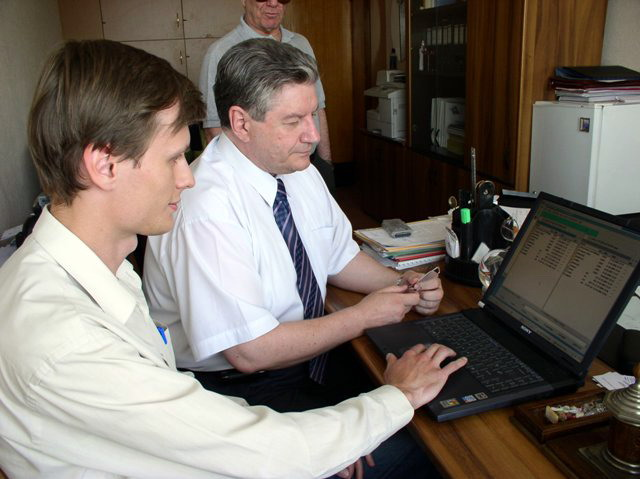
Координатор проекта ReactOS А. В. Брагин рассказывает о ReactOS депутату В. И. Алкснису

Алкснис также занимался поддержкой различного рода инициатив по внедрению свободного ПО и снижению зависимости российских государственных и муниципальных учреждений от продуктов Microsoft. Сумел добиться проведения эксперимента по переводу школ трёх регионов Российской Федерации на СПО в 2007—2008 годах. Эксперимент прошёл успешно, но в связи с финансовым кризисом 2008 года дальнейшее внедрение СПО было приостановлено.
Большой общественный резонанс имело его расследование в 2006 году незаконных махинаций с земельными участками на территории его Одинцовского избирательного округа на Рублёвском шоссе, которыми занимались высокопоставленные чиновники правительства Московской области, руководящие чины ФСБ, сотрудники администрации президента России.
23 марта 2007 года выступил в Государственной думе с предложением организации прямой трансляции пленарных заседаний Думы по интернет-телевидению. По мнению Алксниса, избиратели вправе знать, как принимаются решения по всем проходящим в парламенте законопроектам. Против идеи выступил Алексей Митрофанов, заявивший, что объёмов показа заседаний Государственной думы было достаточно на тот момент благодаря работе канала Вести-24. В июле 2007 года на портале RuTube был запущен проект «Дума-ТВ», который, по словам Алксниса, в итоге провалился. 1 февраля 2009 года трансляции пленарных заседаний начались на сайте КПРФ, которые были прерваны 8 апреля. Собственно парламентский телеканал ДУМА ТВ начал вещание только в 2018 году.
19 февраля 2008 года Алкснис и Александр Поносов объявили о создании региональной общественной организации «Центр свободных технологий» (РОО «ЦеСТ»), целью которой стала организация поддержки, разработки и развития свободного ПО.
В марте 2009 года обратился в Федеральную антимонопольную службу России (ФАС) с заявлением о признании американской корпорации Microsoft монополистом на российском рынке программного обеспечения. Заявление Алксниса ФАС оставила тогда без должной реакции, но 16 января 2019 года ФАС России признала доминирующую роль Microsoft на российском рынке программного обеспечения.
13 октября 2009 года в Livejournal Алкснис опубликовал сообщение о прекращении деятельности ЦеСТ.
В мае 2015 года заявил, что комплексы обработки избирательных бюллетеней (КОИБ), применяемые на выборах всех уровней, аппаратно и программно позволяют осуществлять подключение к ним GSM-модемов, а значит и возможна фальсификация результатов выборов через дистанционное управление КОИБами. Центральная избирательная комиссия России категорически опровергла эти утверждения и даже организовала демонстрацию КОИБ для представителей СМИ. Но предоставить программное обеспечение КОИБ для анализа независимыми экспертами ЦИК РФ отказалась.

### Выборы в Тучково
13 декабря 2009 года был убит глава посёлка Тучково Виталий Устименко и его жена. Устименко был избран главой посёлка всего за два месяца до этого и начал вести решительную борьбу с коррупцией, наводить порядок с использованием бюджетных средств. 6 января 2010 года уведомил территориальную избирательную комиссию Рузского района о своём самовыдвижении на должность главы городского поселения Тучково. 14 марта победил на этих выборах, набрав 41,3 % голосов избирателей, опередив своих соперников более чем в два раза. Но территориальная избирательная комиссия Рузского района отменила результаты выборов, поскольку на одном из избирательных участков в урне были обнаружены три лишних избирательных бюллетеня, а на другом — семь лишних бюллетеней. Невзирая, что на этих участках отрыв Алксниса от конкурентов составил более чем по 400 голосов на каждом, территориальная избирательная комиссия заявила, что на этих избирательных участках нельзя достоверно определить волеизъявление избирателей. Попытки Алксниса оспорить это решение в Рузском районном суде и в Московском областном суде закончились безрезультатно.
В связи с нарушениями, выявленными в процессе выборов, они были объявлены недействительными.
В ответ на это Виктор Алкснис создал местную общественную организацию «Гражданский выбор», в которую вошли представители оппозиционных партий от «Правого дела» до КПРФ. В течение трёх лет они активно работали с населением городского поселения Тучково, проводили митинги и пикеты, выпускали газету «Антиманипулятор». Договорившись между собой об единстве на муниципальных выборах 8 сентября 2013 года, они выдвинули 14 кандидатов на 15 депутатских мандатов. В результате из этих кандидатов 9 человек одержали победу и получили депутатские мандаты, сформировав устойчивое большинство в Совете депутатов городского поселения Тучково. Кандидаты от «Единой России» потерпели поражение, получив 5 депутатских мандатов, ещё один мандат получил самовыдвиженец. Сам Виктор Алкснис получил 50,3 % голосов и был избран депутатом. 18 сентября 2013 года на первом заседании вновь избранного Совета депутатов был избран главой городского поселения Тучково — председателем Совета депутатов, набрав 10 голосов депутатов из 15.
В декабре 2014 года пять депутатов от «Единой России» и примкнувшая к ним депутат от «Гражданского выбора» написали заявления о досрочном прекращении своих полномочий. В результате Совет депутатов стал неправомочным, поскольку в его составе осталось менее двух третей депутатов от списочного состава. В феврале 2015 года Московский областной суд досрочно прекратил полномочия Совета депутатов городского поселения Тучково, и тем самым были прекращены и полномочия Алксниса, как главы Тучково.

### Болезнь и смерть
Много лет болел онкологическими заболеваниями, перенёс несколько операций.
В декабре 2024 года был госпитализирован в Мытищинскую областную больницу. В ночь на 30 декабря впал в кому после геморрагического инсульта. Скончался 1 января 2025 года на 75-м году жизни. Похоронен на кладбище деревни Юдино городского округа Мытищи Московской области.

## Семья
Есть дети:
- Яков
- Ирина Алкснис — колумнист изданий «Взгляд» (с апреля 2015 года) и «РИА Новости» (с июня 2017 года)[57][58].